# 23 Весов
23 Весов (лат. 23 Librae), HD 134987 — одиночная звезда в созвездии Весов на расстоянии приблизительно 85 световых лет (около 26,2 парсек) от Солнца. Видимая звёздная величина звезды — +6,46m. Возраст звезды оценивается как около 9,7 млрд лет.
Вокруг звезды обращается, как минимум, две планеты.

## Характеристики
23 Весов — жёлтая звезда спектрального класса G5, или G5V, или G6IV-V. Масса — около 1,185 солнечной, радиус — около 1,289 солнечного, светимость — около 1,572 солнечной. Эффективная температура — около 5620 К.

## Планетная система
В 1999 году группой астрономов, ведущих наблюдения в Обсерватории Кека, была открыта планета 23 Весов b.
В 2009 году группой астрономов, ведущих наблюдения на Англо-Австралийском телескопе (AAT), была открыта планета 23 Весов c.
В 2019 году учёными, анализирующими данные проектов HIPPARCOS и Gaia, у звезды обнаружена планета HIP 74500 d.

## Ближайшее окружение звезды
Следующие звёздные системы находятся на расстоянии в пределах 20 световых лет от 23 Весов:
| Звезда    | Спектральный класс        | Расстояние, св. лет |
| HD 137303 | K3-4 V                    | 6,0                 |
| HIP 74815 | ?                         | 6,0                 |
| GJ 3908   | M3,5 V                    | 9,1                 |
| HD 136894 | G8-K0 V                   | 9,8                 |
| HD 134439 | K0-1 V-IV                 | 16                  |
| α Весов   | F3 V / A5 V               | 16                  |
| KU Весов  | G6 V                      | 18                  |
| 54 Гидры  | F0-2 V-III / F9 V / G-V V | 19                  |